# カルダモン

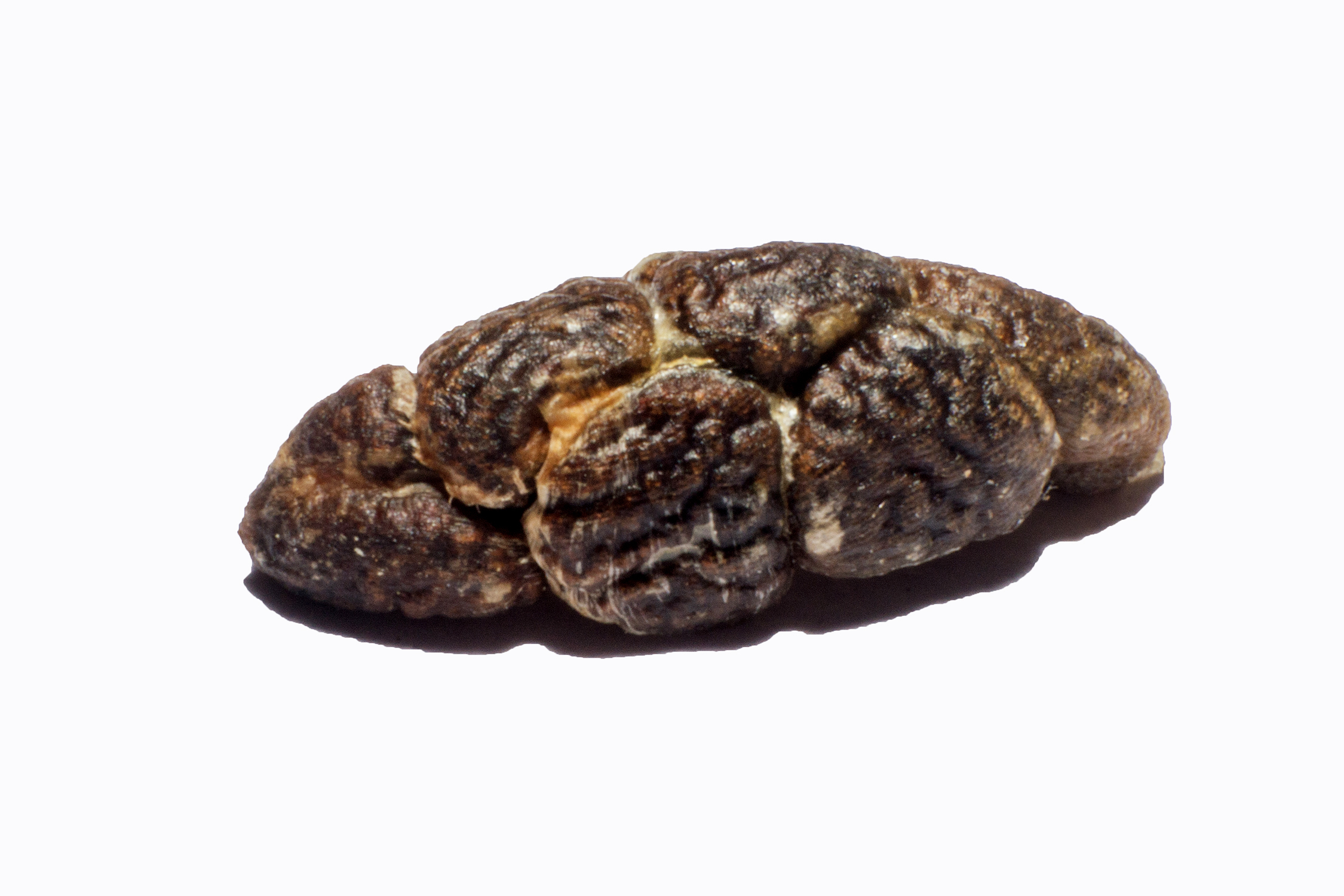
一塊になったカルダモンの種子

カルダモン（英:  Cardamom、cardamon、cardamum）は、ショウガ科（Zingiberaceae）のショウズク属（Elettaria）とアモムム属（Amomum）の複数の植物の種子から作られる香辛料である。どちらの属もインド亜大陸およびインドネシア原産である。これらは小さな種子鞘によって識別される。鞘は断面が三角形、紡錘形であり、薄く紙のような外殻と小さく黒色の種子を持つ。ショウズク属の鞘は薄緑色でより小さく、アモムム属の鞘はより大きく暗褐色である。
カルダモンに使われる植物種は熱帯および亜熱帯アジアの至るところに自生する。カルダモンへの最初の言及はシュメールやインドのアーユルヴェーダ文献で見られる。今日、カルダモンはグアテマラ、マレーシア、タンザニアといったその他の一部の国々でも栽培されている。ドイツのコーヒー園経営者Oscar Majus Kloefferが第二次世界大戦前にインドのカルダモンをグアテマラで栽培し始めた。2000年までに、グアテマラはインドを抜いて世界最大のカルダモンの生産国・輸出国となった。
カルダモンは世界で3番目に高価な香辛料であり、カルダモンよりも重量当たりの価格が高いのはバニラとサフランのみである。
カルダモンには変種や近縁別種が多く、現在市場に流通しているカルダモンにはマイソール、マラバール、セイロンなどがある。そのため、原産地もインド、スリランカ、マレー半島と広範囲にわたる。
最も古いスパイスのひとつ。ユーカリや樟脳に似た樹脂系の香りにかすかなレモンの香りが混じったようなさわやかで上品な芳香があり、「スパイスの女王」と呼ばれることがある。「高貴な香り」あるいは「香りの王様」とも形容される。
Elettaria cardamomumの種子は生薬「小荳蔲」（ショウズク; 小豆蔲とも）、Amomum villosum var. xanthioidesの種子の塊は「縮砂」（シュクシャ）として日本薬局方に収載されている。

## 語源
英語の「cardamom」という単語はラテン語のcardamomumに由来し、これはギリシア語καρδάμωμον (kardamomon) のラテン語化である。このギリシア語の単語はコショウソウを意味するκάρδαμον (kardamon) とἄμωμον (amomon) （おそらくインドの香辛料植物の一種の名称だった）の複合語である。コショウソウを意味する単語「κάρδαμον」の最古の実際の用例が確認できる形はミケーネ・ギリシャ語のka-da-mi-jaであり、線文字B音節文字でミケーネにあるスフィンクスの館の宮殿保存記録中で見出された「香辛料」錠剤の香味料の一覧中に書かれている。
古代ギリシアや古代ローマではショウガ科の香辛料をKardamômonもしくはamômomと総称しており、実際にどの植物を指してそう呼んでいたか諸説あり定かでは無い。これらの語の語源は古代アラビア語の、辛い香辛料の風味を形容するhahamâmaであるとされている。紀元前2世紀ごろにはすでにインドからヨーロッパに輸出されていたと思われるが、今日のカルダモンとしてヨーロッパの記録に現れるのは12世紀の事になる。
現代の属名Elettariaは特定の地域の名称に由来する。語幹ēlamは全てのドラヴィダ語族で実際の用例が確認される。すなわち、カンナダ語elakki (ಏಲಕ್ಕಿ)、テルグ語yelakulu (యేలకులు)、タミル語elakkai (ஏலக்காய்)、マラヤーラム語elakka (ഏലക്കായ്) である。2つ目の要素kaiは「種子」または「果実」を意味する。マラバール地方は歴史的な貿易関係がり、卓越したカルダモン栽培地域であった。関連のある語根はヒンディー語elaichi (इलायची)、ベンガル語ælachi (এলাচি)、シレット語elasi (ꠄꠟꠣꠌꠤ)、パンジャーブ語elaichi (ਇਲੈਚ にも存在する。シンド語ではphottaと呼ばれる。標準アフガン・パシュトー語ではHelと呼ばれる。サンスクリット語では、ela (एला) またはellka (एल्ल्का) と呼ばれていた。マラーティー語ではvelchi (वेलची) またはveldoda (वेलदोडा) と一般的に呼ばれている。スリランカでは、ショウズクはシンハラ語でenasalと呼ばれる。

## 種類と分布
カルダモンには2つの主要な種類がある。2種類のカルダモンκάρδαμομον（kárdamomon）とἄμωμον（ἄmomon）はギリシアの植物学の祖、テオプラストスによって紀元前4世紀に異なるものと区別された。テオプラストスと情報提供者は、これらの品種はインドのみに起源があることを知っていた。

### グリーンカルダモン
グリーンカルダモン（または漂白された時はホワイトカルダモン）は、ショウズク Elettaria cardamomumに由来し、インドからマレーシアに分布する。ホワイトカルダモンとしばしば呼ばれているのは、実際にはシャムカルダモン Amomum krervanhである。
ショウズクは、インド南部のマラバール海岸の標高500–1500メートルの湿潤林に自生している。他にもトラヴァンコール地方には200–300キロメートルに渡って自生している地域もある。インド以外ではセイロン島、インドシナ半島にも自生している地域があり、いずれも多雨で湿潤な木陰や水辺を好む。外見は葦に似た多年草で、成長すると丈が2～3メートルとなる。葉は長さ50センチメートル、幅が5センチメートル程で、基部が鞘状になっている。地面の近くに薄緑の白に赤紫の入った花をつけ、成熟すると8–18ミリメートルの卵型の実をつける。果皮は無味無臭だが成長とともに黄緑色から褐色に変化する。皮の中には香りのいい黒っぽい種子が多数含まれている。
マラバールカルダモンの商品栽培はインドのマドラス地域やセイロン島のキャンディ近辺、カンボジア、ラオス、トンキン高地で行われている。風の当たらない肥沃で湿潤な木陰に穴を掘り、根茎もしくは種子を埋める。2–3年で実をつけるようになり、5年後には安定して収穫ができるようになる。10–15年くらいの間が最盛期となり、インドでは20年毎、セイロン島では40年毎に植え替える。畑作以外にも野生のカルダモンに手を入れ収穫する農家もある。ハサミを使って手摘みで収穫し、不正防止のため生のまま取引きされ、取引きでは形が揃っていて重さが重いものほど上質とされる。漂白処理の後、乾燥させ市場に送られる。生の種を乾燥させると乾燥後は25–30％の重さとなる。

### ブラックカルダモン
ブラックカルダモン（ブラウンカルダモン、ラージカルダモン、グレイターカルダモン、ロンガーカルダモン、ネパールカルダモンとも）は Amomum subulatumに由来し、東ヒマラヤ原産で、大半は東ネパール、シッキム州（インド）、インドの西ベンガル州ダージリン地方の一部、南ブータンで栽培されている。

## 利用
どちらのカルダモンも、料理と飲料の香味料・調味料として、そして医薬として使われる。ショウズク（E. cardamomum、グリーンカルダモン）は香辛料、咀嚼剤として、医学において使われる。またタバコのように煙を吸うこともある。
種子の乾燥品は香辛料として用いられ、ガラムマサラなどの混合香味料やカレー料理にはかかせないスパイスのひとつとされる。その他にニンニクや肉料理の匂い消しや菓子、パン・デピスの風味付けに用いられる。チャイの香りづけにも、クローブ、ジンジャー、シナモンとともにかかせないスパイスである。また、中近東ではコーヒーにカルダモンの精油や種子の粉末を加えたカルダモンコーヒーが好まれている。これは、中近東ではカルダモンがコーヒーの害を取り除くと考えられたためでもある。また、カルダモンの摂取にストレス改善効果が認められることが報告されている。

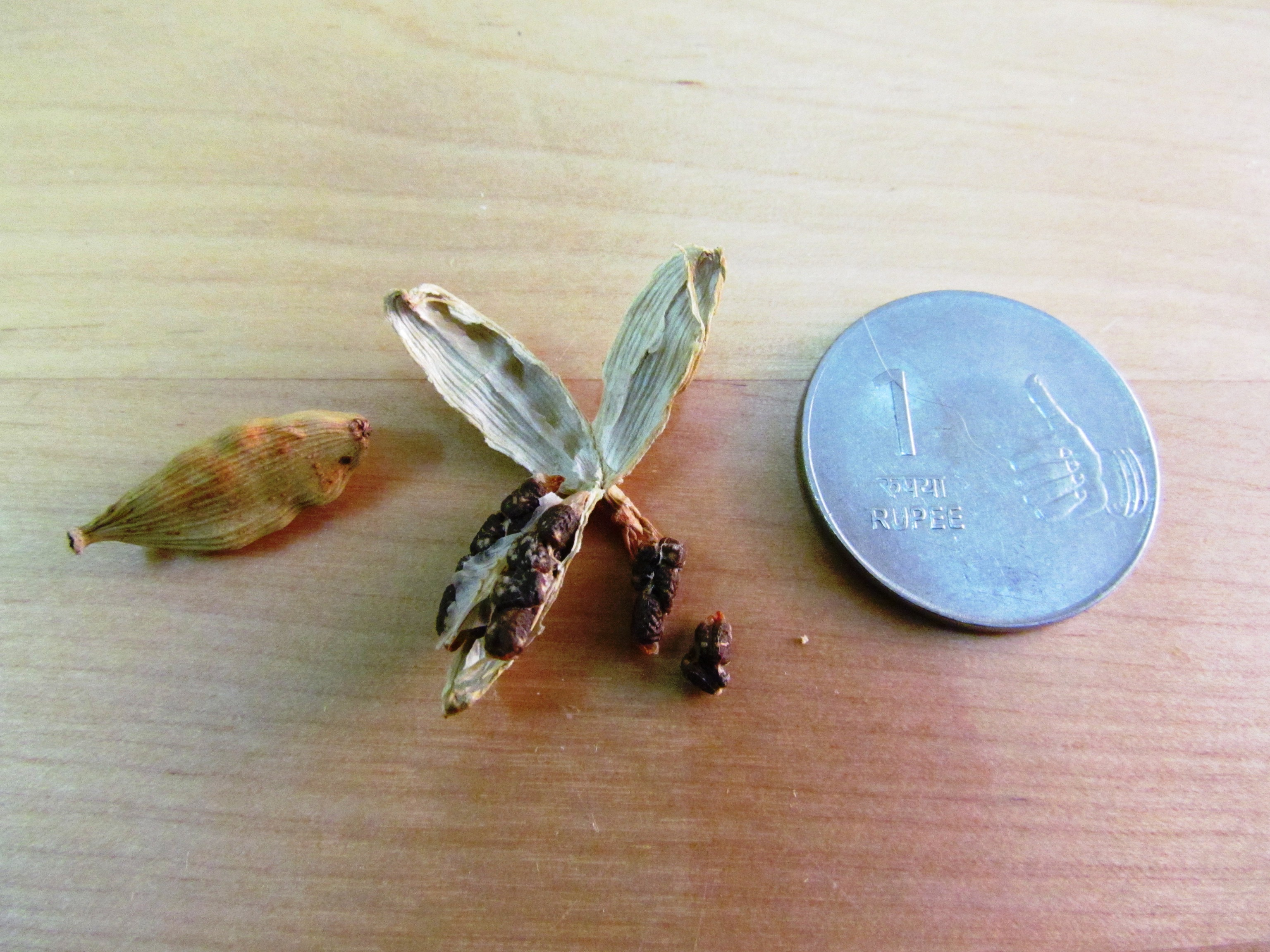
乾燥カルダモンと鞘を剥いたもの

### 料理と飲料

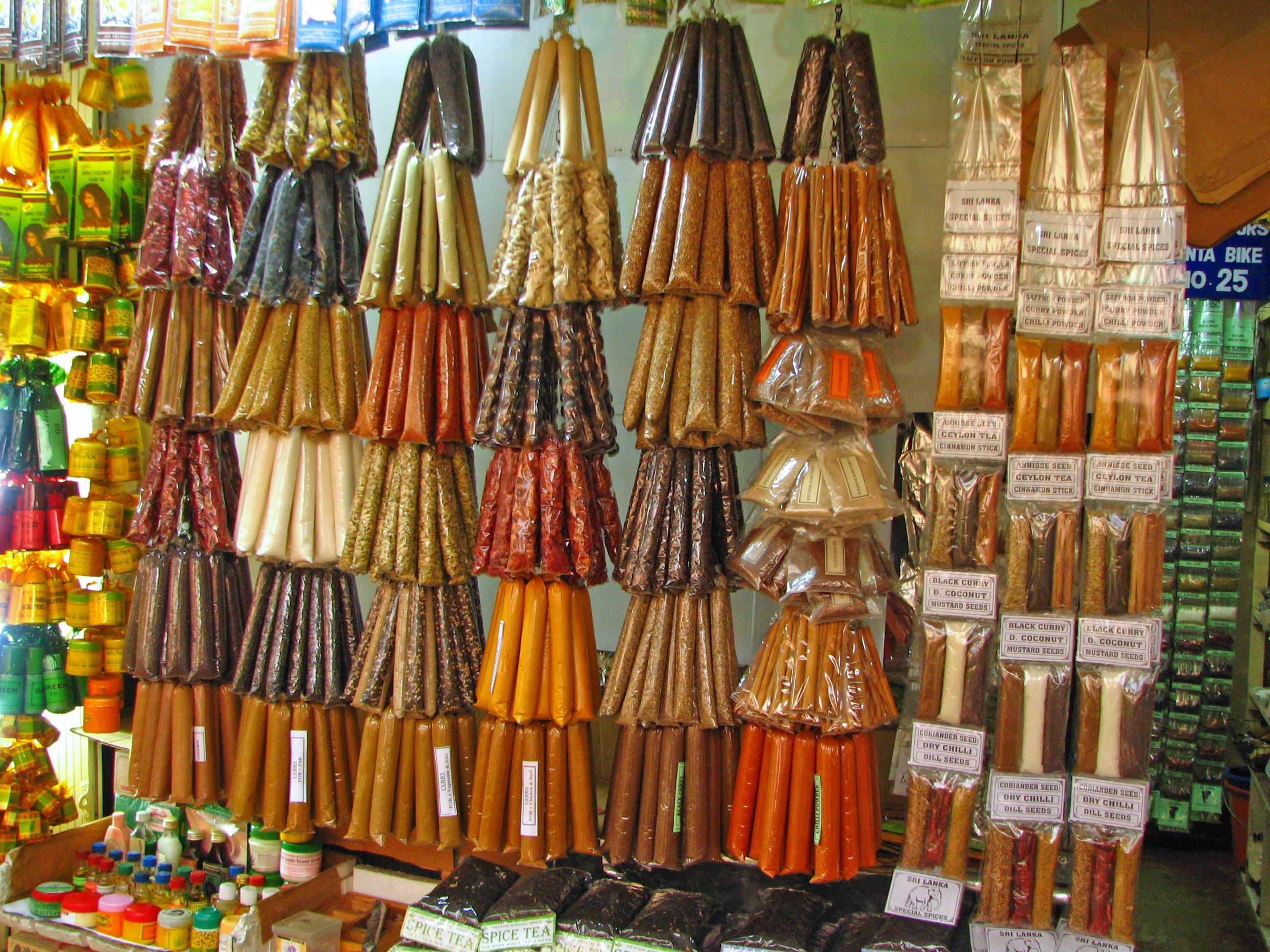
スリランカの香辛料店

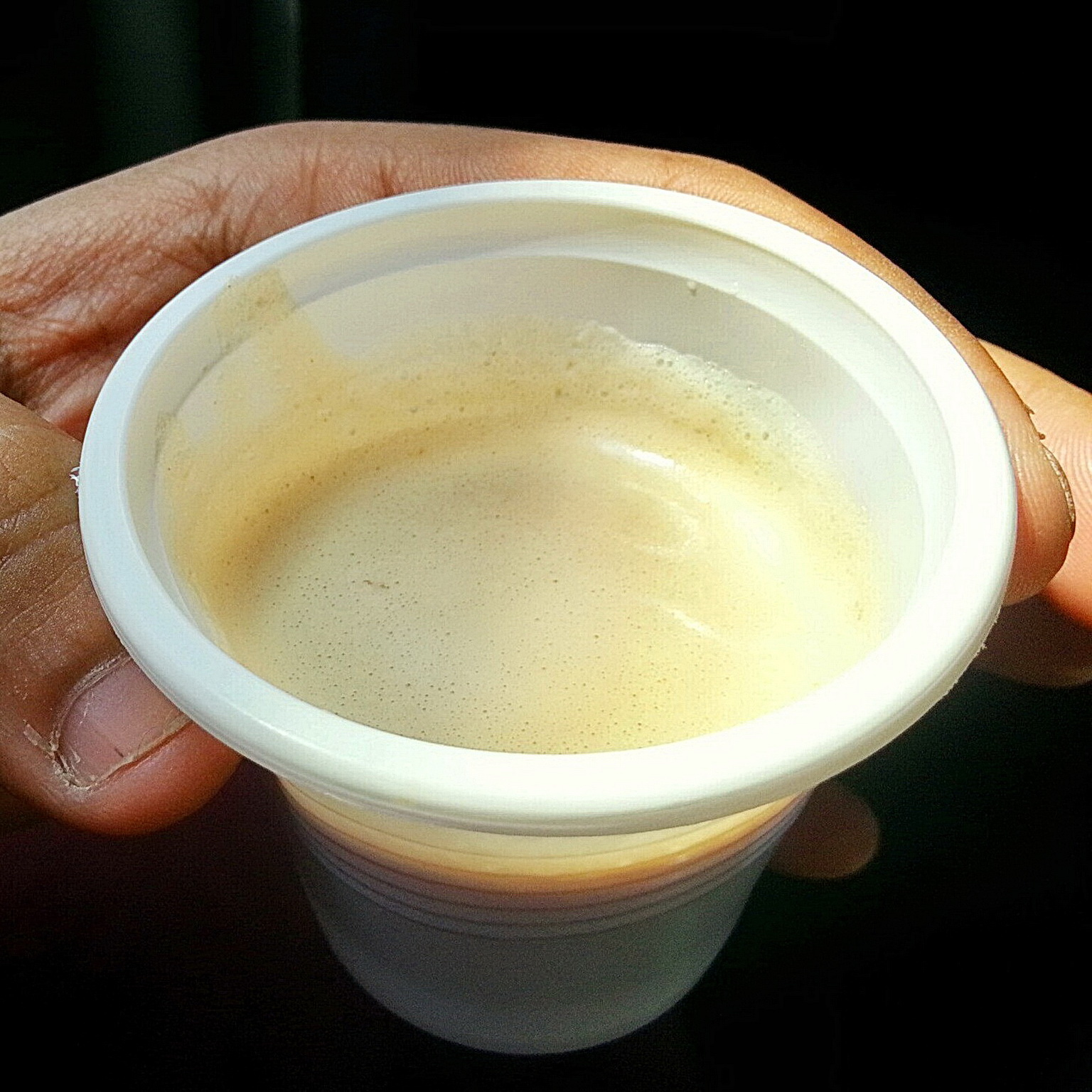
料理の香味料・香辛料としての使用に加えて、バングラデシュ、インド、ネパール、パキスタンではカルダモン茶（シナモンでも風味付けされている）が熱い飲料として飲まれている。

カルダモンは強く、特有の味と、非常に強い好ましい樹脂性の香りを持つ。ブラックカルダモンは明らかによりスモーキーな（しかし苦くはない）香りと、ミントに類似しているとも言われる爽やかさを持つ。
グリーンカルダモンは重量あたりで最も高価な香辛料の一つであるが、香りをつけるにはほんの少量しか必要でない。鞘から取り出された、あるいは挽いて粉にされた種子はすぐに香りを失ってしまうため、鞘の状態で保存するのが良い。鞘と種子を一緒にすり潰すと品質と価格の両方が低下する。ホールのカルダモンの鞘を必要とするレシピのためには、鞘10個がカルダモン粉末小さじ1+1⁄2杯に相当すると一般的に受け入れられている。
カルダモンはインド料理で一般的な食材である。ブラックカルダモンは塩で味付ける調理に用い、グリーンカルダモンは塩味の調理の他、甘い料理や飲料の香りづけに使用される。北欧諸国、特にスウェーデン、ノルウェー、フィンランドではパン焼きに使われる。これらの国では、スカンジナビアのユールブレッドユールカーケやスウェーデンの菓子パンkardemummabullar、フィンランドの甘いパンプッラといった伝統的なおやつにカルダモンが使われる。中東では、グリーンカルダモン粉末は甘い料理のためや、コーヒーや茶の伝統的な香味料としても使われる。カルダモンはいい香りのする料理にも広く使われている。一部の中東諸国では、コーヒーとカルダモンが木製すり鉢Mihbajで粉末にされ、スキレットmehmasで一緒に加熱することで、40%のカルダモンを含む混合香辛料が作られる。
アジアでは、特に南アジアにおいて、両方の種類のカルダモンが甘い料理やいい香りのする料理で広く使われる。どちらもインドとネパールのマサラやタイのカレーペーストといった混合スパイスに含まれることが多い。グリーンカルダモンは伝統的なインドの甘い食べ物やマサーラー・チャイでしばしば使われる。どちらもバスマティ米やその他の料理の付け合わせとしてもしばしば使われる。種子自体を口に含んで噛んだりもする。これは巨大菓子製造会社リグレーによって使われる。同社のEclipse Breeze Exotic Mintのパッケージは、製品が「最もきつい口臭を中和するためにカルダモン」を含むと表示している。また、カルダモンは芳香苦味薬、ジン、ハーブティにも含まれる。
朝鮮では、シュクシャ（縮砂、沙仁〔사인、サイン〕、Amomum villosum var. xanthioides）とソウカ（草果〔초과、チョグァ〕Lanxangia tsaoko）が醍醐湯（제호탕、ジェホタン）と呼ばれる伝統茶で使われる。

### 成分

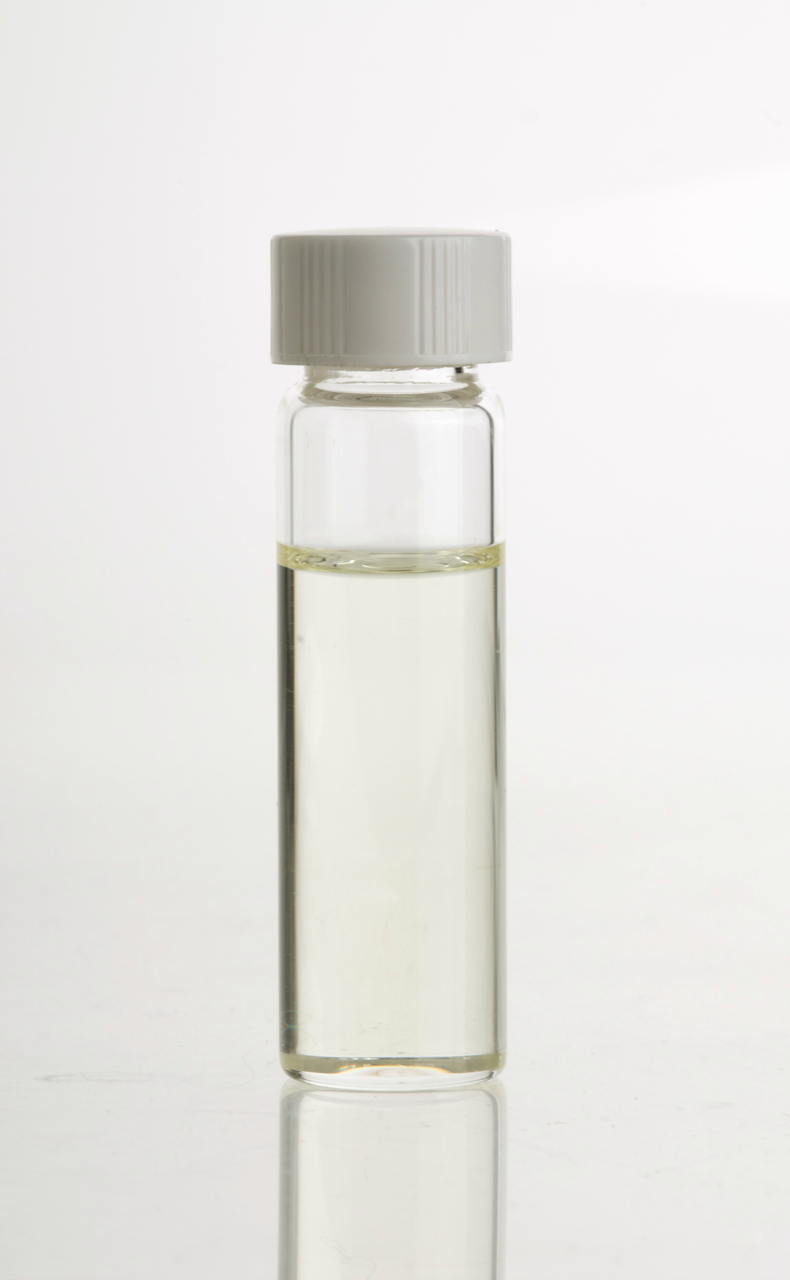
透明のガラスバイアル中のショウズク (E. cardamomum) 精油

種子から抽出される精油の含量は貯蔵条件に強く依存するが、8%に達するかもしれない。精油中には、α-テルピネオール45%、ミルセン27%、リモネン8%、メントン6%、β-フェランドレン3%、1,8-シネオール2%、サビネン2%、ヘプタン2%が見出される。別の情報源では、1,8-シネオール（20–50%）、α-テルペニルアセタート（30%）、サビネン、リモネン（2–14%）、ボルネオールが含まれると報告されている。
ジャワの丸いカルダモン（Amomum compactum Soland. ex Maton）では、精油含量はより低く（2–4%）、精油は主に1,8-シネオール（最大70%）とβ-ピネン（16%）を含み、さらにα-ピネン、α-テルピネオール、フムレンが見出された。

## 世界生産
21世紀初頭までに、グアテマラが世界最大のカルダモン生産国となり、平均年間収量は2万5千から2万9千トンである。カルダモンは1914年にドイツのコーヒー園経営者Oscar Majus Kloefferによってグアテマラに導入された。それ以前の最大生産国であったインドは2000年以降は世界第2位であり、年間およそ1万5千トンを生産している。
1980年代以降に主に中国からの増大した（ヨウシュンシャ〔陽春砂、A. villosum〕とソウカ〔草果、Lanxangia tsaoko〕の両方に対する）需要は、中国、ラオス、ベトナムの限定的な地域の高所で生活する農家によって満たされてきた。

## 画像集

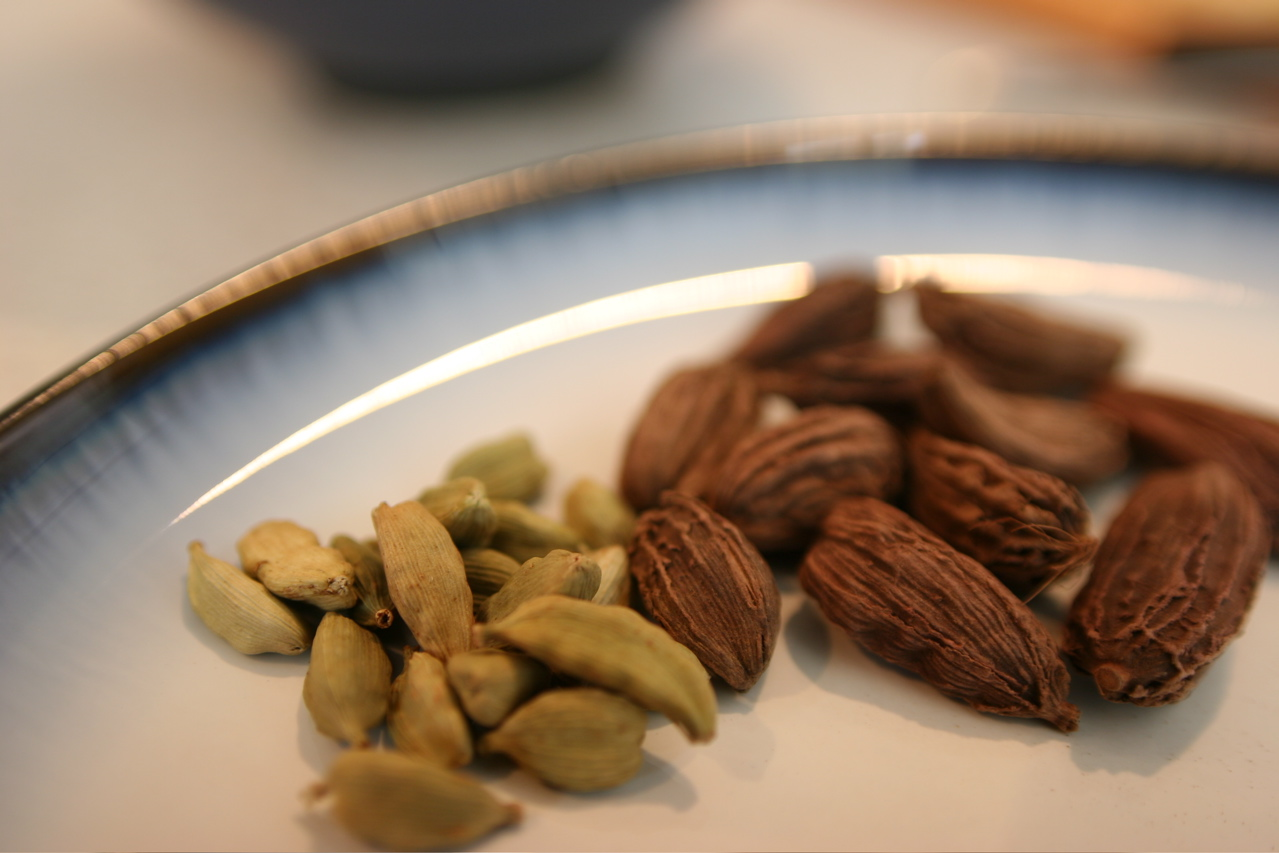
ブラックカルダモンとグリーンカルダモン
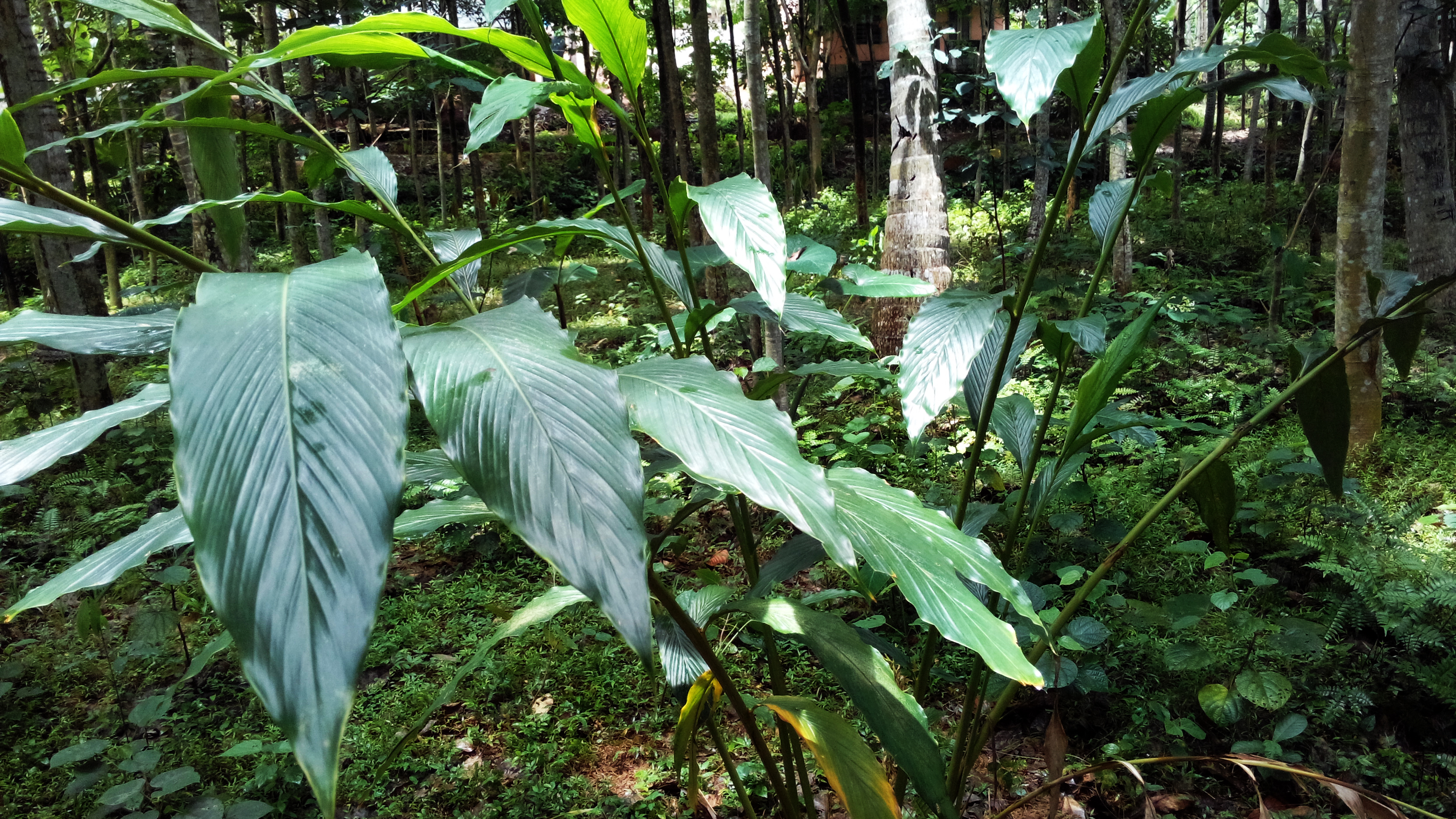
カルダモン（樹齢1年）
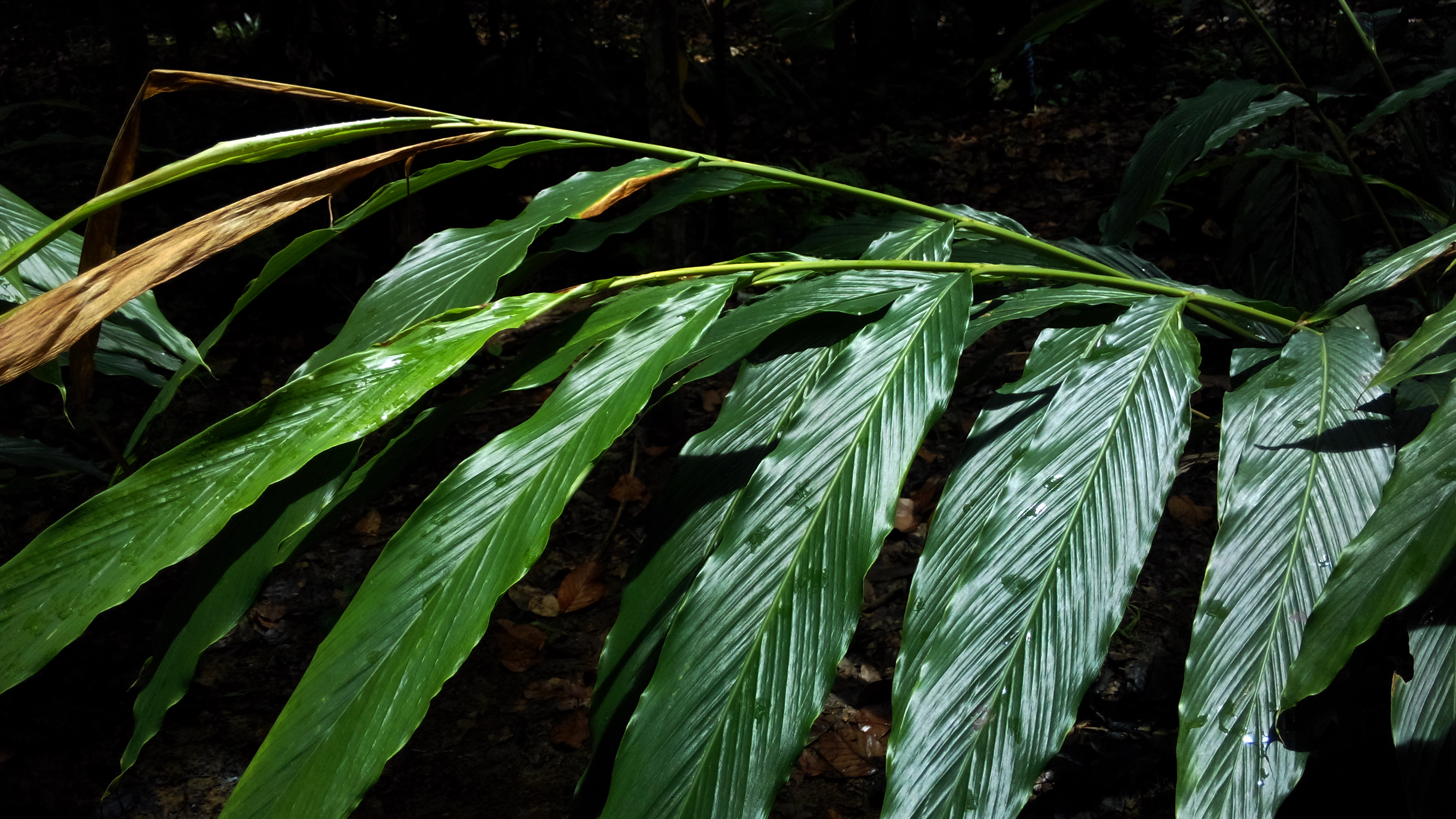
カルダモンの葉
カルダモンの花
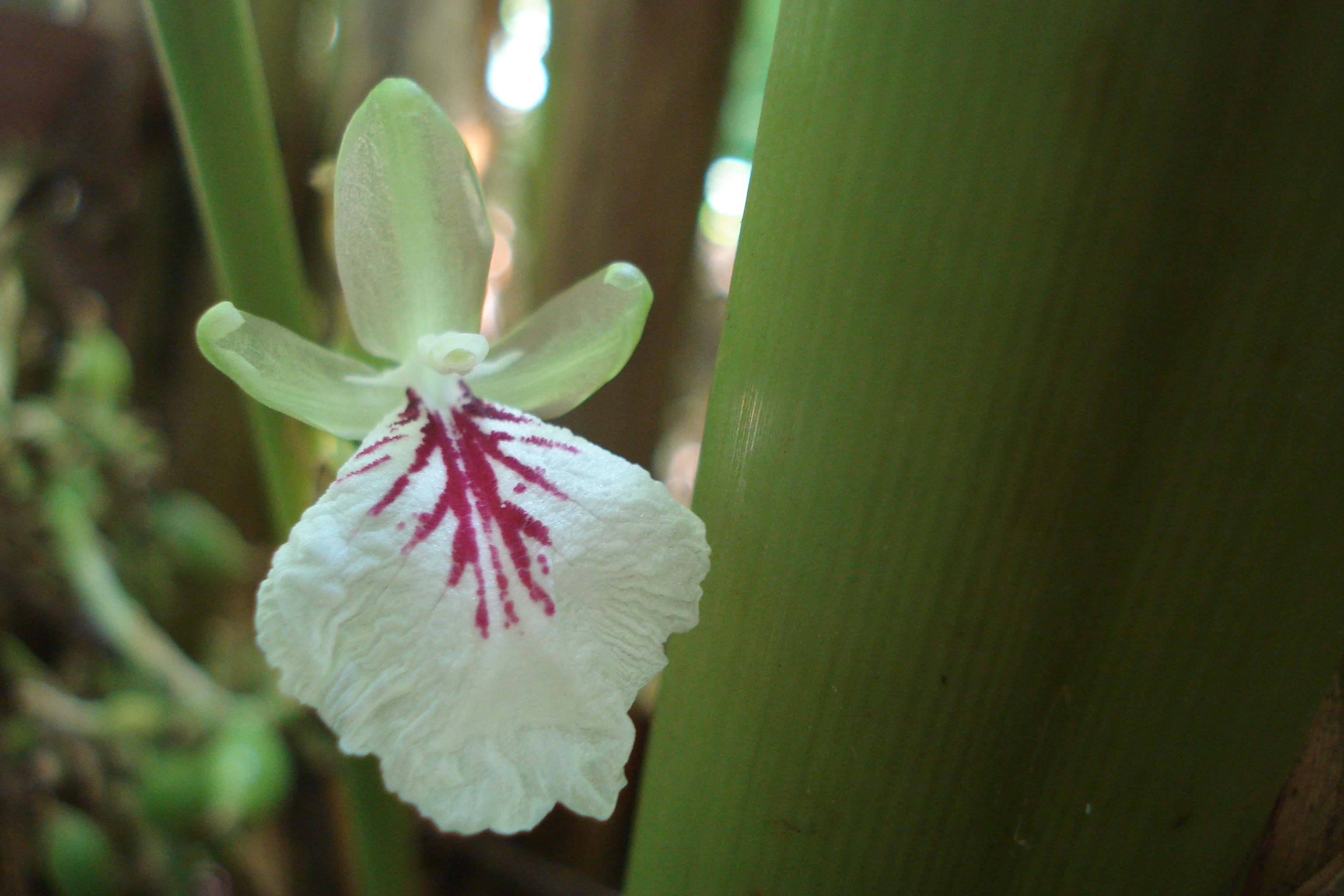
カルダモンの花
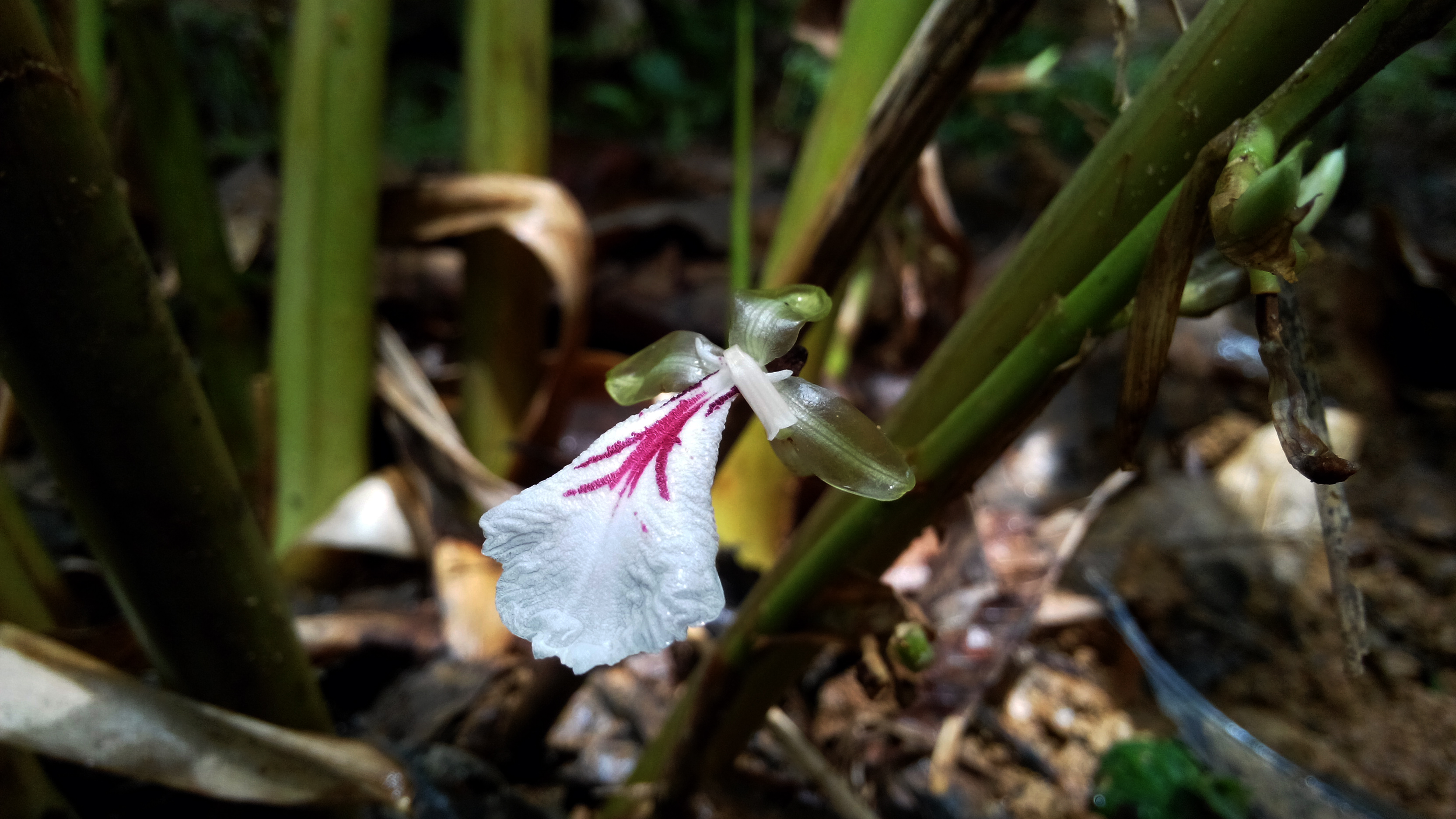
カルダモンの花の近接写真
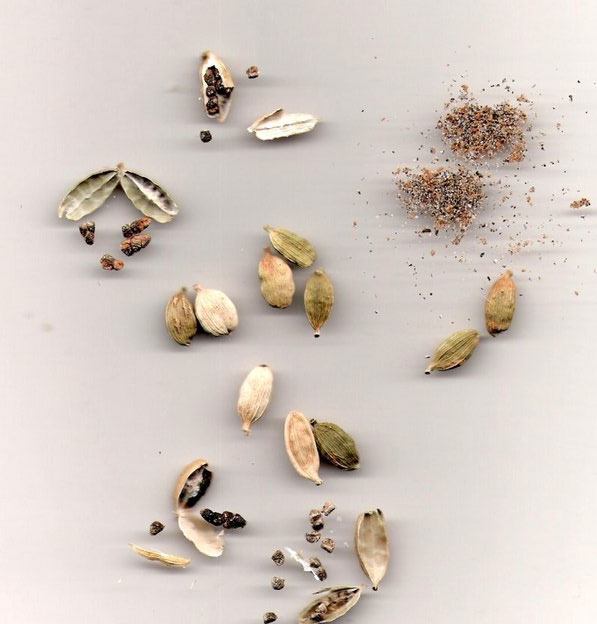
カルダモンの果実と種子
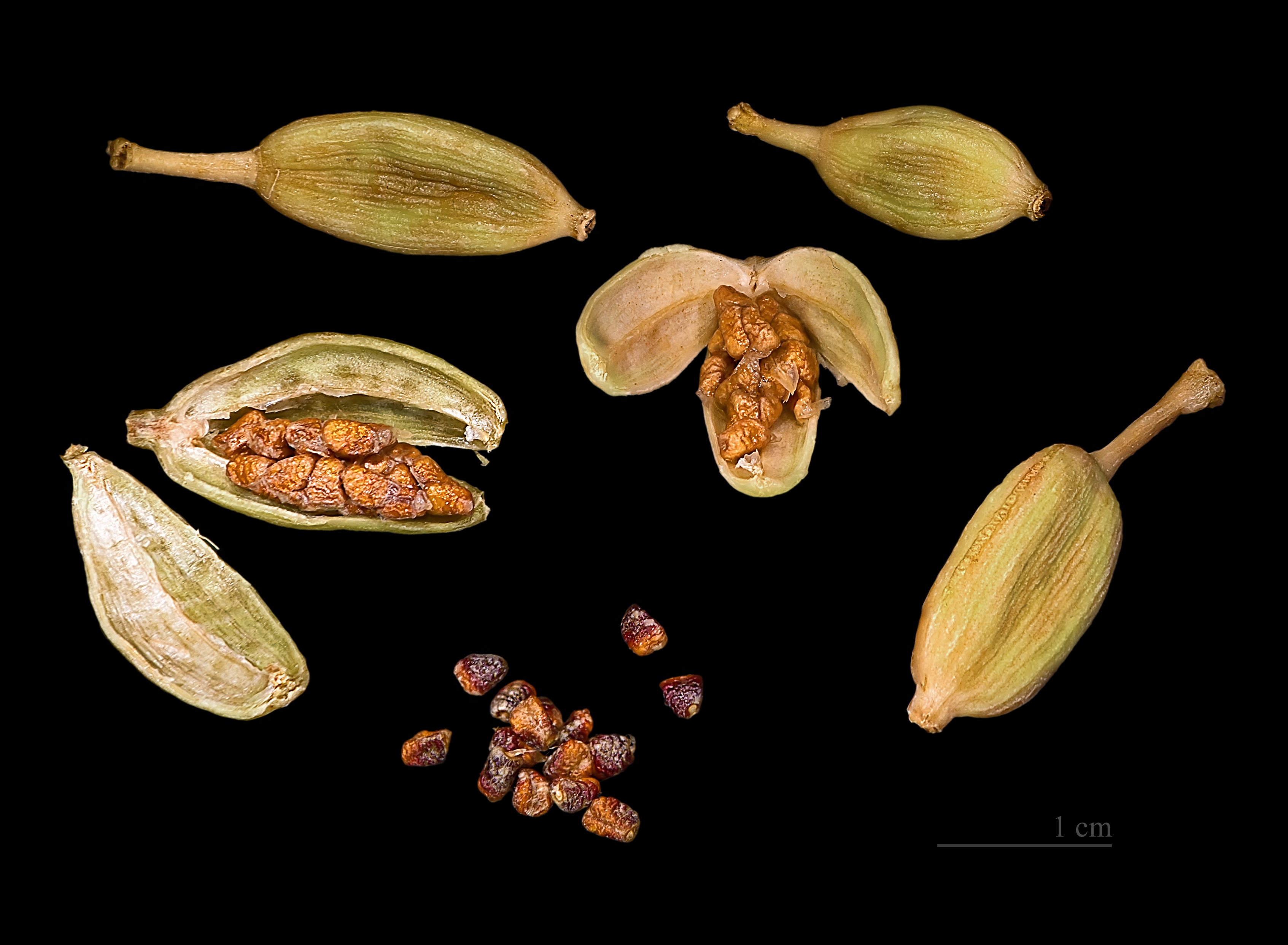
グリーンカルダモン（ショウズク）の鞘と種子
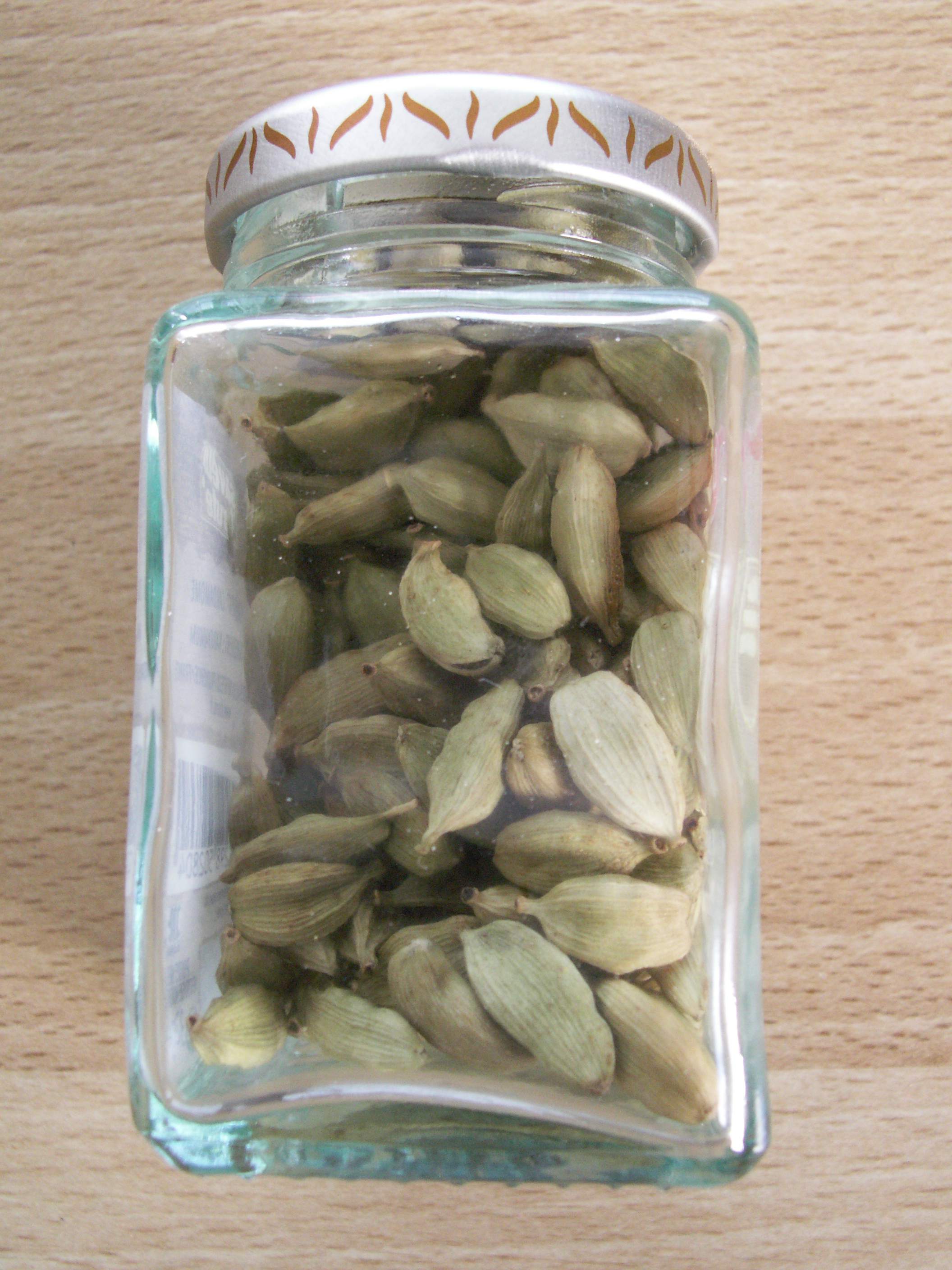
グリーンカルダモンの瓶
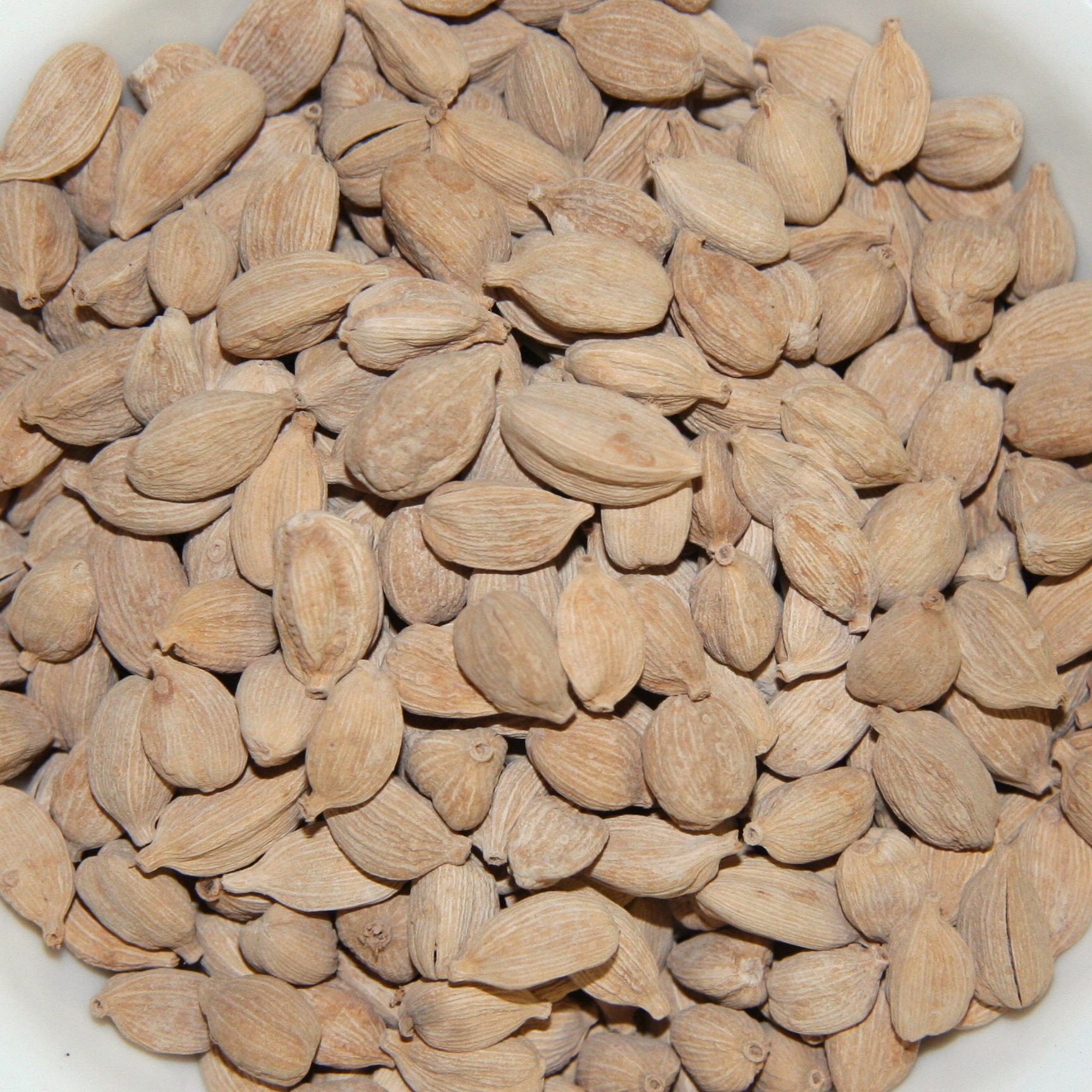
ボウル中のホワイトカルダモンの鞘
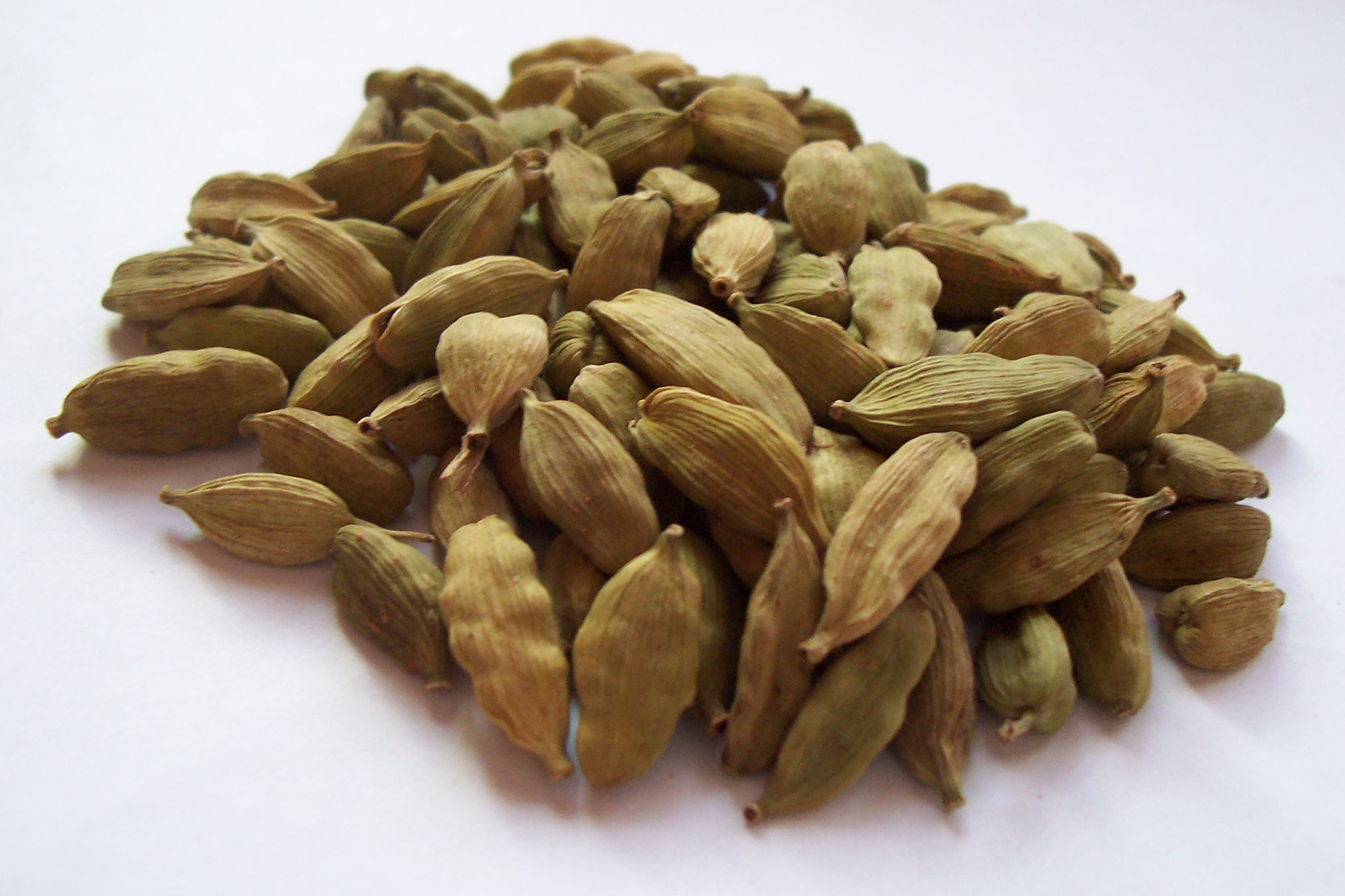
インドにおいて香辛料として使われるカルダモンの鞘